# Еден Азар
Едѐн Аза̀р (на френски: Eden Hazard) е бивш белгийски футболист. В кариерата си той играе главно като атакуващ халф и крило. Азар е известен със своите изобретателност, скорост и техническа способност, и е описван като „безстрашен, избухлив атакуващ халф, който може да промени играта с ход на крачка и дрибъл“. Описван е и като „кошмар на защитници“ и е спечелил одобрението на критици за неговия стил на игра, което води до сравнение от страна на медии, треньори и играчи със световноизвестните Лионел Меси и Кристиано Роналдо.

## Личен живот
Еден Азар е роден в град Ла Лувиер, Белгия. Израства в семейство на футболисти. Баща му Тиери и майка му Карин са се занимавали с футбол. Азар е първото дете в семейството. Има трима по-малки братя, занимаващи се също с футбол.

## Клубна кариера

### Ранна кариера
Азар започва футболната си кариера в местния отбор Роял Стад Бренуа когато е едва на четири години. По време на престоя си в клуба един от треньорите му го описва като „надарен“, той също така добавя „Той знае всичко. Няма на какво да го науча“. След осем години преминава в Тюбиз, където е забелязан от скаутите на френския Лил. Родителите му приемат офертата и изпращат Еден, а по-късно и брат му – Торган, в Северна Франция.

### Лил
Азар се присъединява към Лил през 2005 г. и прекарва две години в юношеските формации на клуба. На 28 май 2007 г. подписва първия си професионален договор за срок от три години. В началото на сезон 2007/08, на 16 години, e пратен в резервния състав на Лил, който се състезава в четвъртото ниво на френския футбол.

#### 2008/09
За сезон 2008/09 на Азар е даден номер 26 в първия отбор под ръководството на новия мениджър Руди Гарсия. В началото на сезона влиза няколко мача като смяна като дебюта му е на 14 септември срещу Сошо. С първия си гол на 20 септември 2008 г. срещу Оксер, Азар се превърща в най-младия играч, отбелязвал гол за клуба. Четири дни след първия си гол, Азар започва като титуляр в мача за Купата на Франция срещу Монпелие спечелен с 4 – 2. След като влиза още няколко мача като смяна в първенството, на 15 ноември белгиецът започва като титуляр срещу Сент-Етиен и отбелязва гол. Мачът завършва 3 – 0. След добрите си представи, Лил му предлага тригодишно продължаване на договора до 2012 г.
През януари Еден се превърща в титуляр. Отбелязва гол при победата с 3 – 0 срещу аматьорския Дюнкерк в мач за купата. Две седмици по-късно отбелязва победния гол срещу Сошо и асистира за такъв срещу Монако. В 1/16-финал за купата на Франция Еден отново бележи срещу носителя на купата Олимпик Лион. На 26 април вкарва гол на Олимпик Марсилия, но той не е достатъчен на клуба. В края на сезона е обявен за „Млад играч на годината“.

#### 2009/10
След успешния сезон за футболиста доста европейски клубове проявяват интерес към него. В това число са английските Арсенал и Манчестър Юнайтед, италианският Интер и испанските колоси Барселона и Реал Мадрид. Въпреки всички слухове белгиецът остава в Лил.
Сезонът започва страхотно за Еден, като отбелязва гол в първия мач на Лил за сезона срещу Севойно в третия квалификационен рунд на Лига Европа. На 27 август той отбелязва втория си гол в европейските турнири при победата в плейофа срещу белгийския Генк. Лил печели с 4 – 2 и се класира за груповата фаза на турнира. Азар продължава на бележи в турнира – на 22 октомври отбелязва гол при важната победата срещу Дженоа с 3 – 0. Той получава топката на лявото крило, с великолепен дрибъл преминава шест съперникови играча преди да завърши с удар от около 18 метра.
На 20 декември отбелязва първия си гол за сезона в първенството, в мача срещу Льо Ман. Мачът завършва 3 – 0, Еден се отличава с гол и две асистенции. На 30 януари Азар отбелязва гола при победата срещу кръвния враг Ланс с 1 – 0. Победата помага на отбора в борбата за позиция носеща място в Шампионска лига. Скоро отборът и футболистът постигат съгласие за ново удължаване договора до 2014 г. На 11 март Азар отбелязва гола при победата над Ливърпул в Лига Европа. Три седмици по-късно Еден записва две асистенции в мача срещу Монпелие. С добрите си представи е обявен за „Играч на месец март“ във френското първенство. Накрая на сезона Азар е номиниран за „Играч на сезона“ и отново за „Млад играч на годината“. Печели приза за „Млад играч“, но за „Играч на сезона“ е избран нападателят на Олимпик Лион – Лисандро Лопес.

#### 2010/11
Азар започва като титуляр първите шест мача за сезона в първенството, както и в Шампионска лига. На 29 август отбелязва първия си гол сезона при равенството 1 – 1 срещу Ница. По-късно през септември Азар е оставен за няколко мача на скамейката от Руди Гарсия. Той влиза като смяна в мачовете срещу Спортинг Лисабон, Тулуза, Монпелие и Лион.
На 7 октомври получава повиквателна за националния отбор, но е оставен цял мач на пейката. След националната пауза Азар се завръща с гол срещу Каен. Десет дни по-късно отбелязва втория си гол в първенството срещу Брест. На 21 ноември Еден асистира за двата гола на отбора при победата с 2 – 1 срещу Монако. С началото на новата календарна година Азар отново бележи гол в мача купата на Франция срещу Форбаш. В следващия мач асистира за головете на Муса Соу и Жервиньо. На 4 март от Лил обявяват, че договорът на белгиеца е удължен с още една година и така той ще оставе в клуба до 2015 г.
На 2 април в своя мач № 100 Азар отново бележи гол при победата над Каен. Така отборът се откъсва с 8 точки преднина на върха. След добрите си представи Еден отново е избран за „Играч на месец март“. На 19 април отбелязва гол при победата в полуфинала за купата срещу Ница. Три дни по-късно Азар отново е номиниран за „Играч на сезона“. Във финала за купата Азар записва 89 минути при победата на Лил с 1 – 0 срещу ПСЖ. Седмица по-късно Лил печели и шампионата след 2 – 2 срещу същия съперник. Това са първите две отличия на клубно ниво за младия белгиец.

#### 2011/12
В началото на новия сезон Азар получава фланелката с № 10. В мача за Суперкупата на Франция, Еден отбелязва втория гол за отбора в победата с 5 – 4 над Олимпик Марсилия. На 10 септември отбелязва два гола срещу Сент-Етиен. Четири дни по-късно той прави дебюта си в Шампионска лига срещу ЦСКА Москва. В следващия мач за първенството вкарва дузпа. В последния мач на Лил преди зимната почивка Азар отново бележи. В първия мач след паузата – отново. На 3 март отбелязва два гола срещу Оксер като записва ново върхово постижение – 13 гола през сезона. Накрая на сезона Азар завършва с 20 попадения и е избран за „Играч на сезона“.

### Челси
В края на месец май след дълга полемика около бъдещето му обявява в Туитър, че ще се присъедини към актуалния европейски клубен шампион. На 4 юни Азар преминава в лондонския клуб за сумата от 32 млн. паунда. Там получава номер 17, носен преди това от Жозе Босингва. Белгиецът прави дебюта си със синята фланелка в мача от предсезонната подготовка срещу Сиатъл Саундърс като се отчита и с гол.

#### 2012/13
На 12 август Азар започва като титуляр в мача за Камюнити Шийлд срещу Манчестър Сити, загубен 3 – 2. Седмица по-късно прави дебюта си в първенството срещу Уиган. В този мач Еден асистира за гола на Иванович, а минута по-късно печели дузпа, която Лампард отбелязва. В следващия мач на отбора срещу Рединг, Азар отново печели дузпа, която е реализирана от Лампард и асистира за головете на Гари Кейхил и Иванович. Три дни по-късно Азар отбелязва първия си гол на Челси, в мача срещу Нюкасъл от дузпа. Прави дебюта си в Шампионска лига в мача срещу Ювентус на Стамфорд Бридж. На 6 октомври отбелязва втория си гол за сините при 4 – 1 срещу Норич. През декември отбелязва нови два гола в мачовете срещу Лийдс и Астън Вила.

### Реал Мадрид
На 7 юни 2019 г. официалният сайт на Реал Мадрид обявява привличането на Азар от Челси с договор за 5 години до 30 юни 2024 година. Трансферната сума не се съобщава, но според повечето информации тя възлиза на 100 млн. евро, а към тях има и бонус клаузи, които ще се отключат в следващите години според постиженията на футболиста в новия му клуб от Испания. На 13 юни подписва официално своя договор и е представен като футболист на Реал Мадрид пред повече от 50 хил. души. Поради контузия преди началото на сезона в Испания той прави своя официален дебют за Реал Мадрид на 14 септември, влизайки като резерва в 60. минута при домакинската победа с 3 – 2 над отбора на Леванте.

## Национална кариера
С юношеския отбор на Белгия достига до полуфиналите в Европейското първенство за младежи до 17 г., а на Световното първенство за младежи завършва на последно място в групата. На 19 ноември 2008 г. на 17 години прави дебюта си за мъжкия национален отбор, влизайки като резерва в мача срещу Люксембург. На 7 октомври 2011 г. отбелязва и първия си гол за страната срещу Казахстан в квалификационния мач за Европейското първенство през 2012 г., където белгийският национален отбор не успява да се класира.

## Статистика

### Клубна статистика
- Информацията е валидна към 10 май 2021 г.

| Отбор             | Сезон             | Първенство | Първенство | Купа   | Купа   | Европа | Европа | Общо   | Общо   | Общо   |
| Отбор             | Сезон             | Мачове     | Голове     | Мачове | Голове | Мачове | Голове | Мачове | Голове | Асист. |
| ----------------- | ----------------- | ---------- | ---------- | ------ | ------ | ------ | ------ | ------ | ------ | ------ |
| Лил               | 2007/08           | 4          | 0          | —      | —      | —      | —      | 4      | 0      | 0      |
| Лил               | 2008/09           | 30         | 4          | 5      | 2      | —      | —      | 35     | 6      | 4      |
| Лил               | 2009/10           | 37         | 5          | 3      | 12     | 4      | 1      | 52     | 10     | 13     |
| Лил               | 2010/11           | 38         | 7          | 7      | 5      | 9      | 0      | 54     | 12     | 14     |
| Лил               | 2011/12           | 38         | 20         | 5      | 2      | 6      | 0      | 49     | 22     | 22     |
| Лил               | Общо              | 147        | 36         | 20     | 21     | 19     | 1      | 194    | 50     | 53     |
| Челси             | 2012/13           | 34         | 9          | 15     | 3      | 13     | 1      | 62     | 13     | 24     |
| Челси             | 2013/14           | 35         | 14         | 5      | 1      | 9      | 2      | 49     | 17     | 10     |
| Челси             | 2014/15           | 38         | 14         | 7      | 2      | 7      | 3      | 52     | 19     | 13     |
| Челси             | 2015/16           | 31         | 4          | 4      | 2      | 8      | 0      | 43     | 6      | 8      |
| Челси             | 2016/17           | 36         | 16         | 7      | 1      | —      | —      | 43     | 17     | 7      |
| Челси             | 2017/18           | 34         | 12         | 9      | 2      | 8      | 3      | 51     | 17     | 13     |
| Челси             | 2018/19           | 37         | 16         | 7      | 3      | 8      | 2      | 52     | 21     | 17     |
| Челси             | Общо              | 245        | 85         | 54     | 14     | 53     | 11     | 352    | 110    | 92     |
| Реал Мадрид       | 2019/20           | 16         | 1          | 0      | 0      | 6      | 0      | 22     | 1      | 7      |
| Реал Мадрид       | 2020/21           | 13         | 3          | 2      | 0      | 5      | 1      | 20     | 4      | 2      |
| Реал Мадрид       | Общо              | 29         | 4          | 2      | 0      | 11     | 1      | 42     | 5      | 9      |
| Общо за кариерата | Общо за кариерата | 420        | 124        | 74     | 35     | 83     | 13     | 588    | 165    | 154    |

1. ↑  Включва Купа на Франция, Купа на Лигата на Франция, Суперкупа на Франция, Купа на Испания, Суперкупа на Испания и всички купи от Англия
2. ↑  Включва Суперкупа на УЕФА и Световно клубно първенство на ФИФА

### Отличия
Лил
- Лига 1 (1): 2010/11
- Купа на Франция (1): 2010/11

Челси
- Английска Висша Лига (2): 2014/15, 2016/17
- ФА Къп (1): 2017/18
- Карабао Къп (1): 2014/15
- Лига Европа (2): 2012/13, 2018/19

Реал Мадрид
- Ла Лига (2): 2019/20, 2021/22
- Купа на краля (1): 2022/23
- Суперкупа на Испания (1): 2022
- Шампионска лига (1): 2021/22
- Суперкупа на УЕФА (1): 2022

 Белгия
Световно първенство по футбол – трето място: 2018

### Национална статистика
- Информацията е валидна към 11 юни 2019 г.

| Национален отбор | Година | Мачове | Голове |
| ---------------- | ------ | ------ | ------ |
| Белгия           | 2008   | 1      | 0      |
| Белгия           | 2009   | 9      | 0      |
| Белгия           | 2010   | 7      | 0      |
| Белгия           | 2011   | 8      | 1      |
| Белгия           | 2012   | 8      | 1      |
| Белгия           | 2013   | 9      | 3      |
| Белгия           | 2014   | 12     | 1      |
| Белгия           | 2015   | 9      | 6      |
| Белгия           | 2016   | 14     | 5      |
| Белгия           | 2017   | 5      | 4      |
| Белгия           | 2018   | 16     | 6      |
| Белгия           | 2019   | 4      | 3      |
| Общо             | Общо   | 102    | 30     |